# Walter Krüger (atleta)
Walter Krüger   (Altenpleen, 11 d'abril de 1930 - Prohn, 28 d'octubre de 2018) va ser un atleta alemany, especialista en el llançament de javelina, que va competir durant la dècada de 1960.
El 1960 va prendre part en els Jocs Olímpics d'Estiu de Roma, on guanyà la medalla de plata en la prova del llançament de javelina del programa d'atletisme. Aquell mateix guanyà el campionat de javelina de l'Alemanya Oriental.

## Millors marques
- Llançament de javelina. 79,61 cm (1959)[4]